# Cabeza de tigre
Cabeza de tigre es una película de Argentina dramática-histórica de 2001 dirigida por Claudio Etcheberry, quien coescribió el guion junto a Juan Bautista Stagnaro. Es protagonizada por Héctor Alterio, Damián De Santo, Pablo Cedrón y Mónica Galán. La música es de Lito Vitale, con arreglos musicales de Carlos López Puccio. La película fue filmada en Córdoba y en Buenos Aires. Se estrenó el 31 de mayo de 2001.  
El título de la película proviene del nombre del paraje ubicado en Los Surgentes y así denominado desde finales del siglo XVIII, y donde se encontraba también el campamento en el que transcurren los hechos principales del filme.

## Sinopsis
Luego de la Revolución de Mayo, Juan José Castelli tiene instrucciones de ordenar el fusilamiento del exvirrey Santiago de Liniers. Que lo colocan en una encrucijada respecto de sus convicciones.

## Reparto
- Héctor Alterio…Santiago de Liniers
- Damián De Santo…Juan José Castelli
- Pablo Cedrón…Domingo French
- Mónica Galán…La Perichona
- Roberto Vallejos…Mariano Moreno
- Alejandro Awada…Agente inglés
- Horacio Peña…Cornelio Saavedra
- Carlos Gamallo…Teniente
- Vian Avián…Sargento Ochoa
- Erica Rivas…Mujer de Castelli
- Pascual Condito…Obispo
- Marina Zeising…Hija del Agente Inglés
- Déborah Vidret

## Producción
El director del film es profesor de Historia, productor de cine y televisión, y ganó el concurso Ópera prima de 1993 realizado por el Instituto Nacional de Cine y Artes Audiovisuales (INCAA).

## Crítica/Comentarios
Yvonne Yolis en el sitio web cineismo.com opinó:

”A partir de una estructura clásica, la película de Etcheberry trabaja sobre el dilema moral del vocal de la Primera Junta (Castelli). Enviado por Moreno, con un objetivo claro, secundado por Domingo French como ayudante, y con Liniers y su propia conciencia como oponentes, Castelli parte a cumplir su misión. En el transcurso, deberá enfrentar algunos obstáculos, tomar decisiones que lo pondrán a prueba e intentar salir airoso en pos de una Nación libre…. Cabeza de tigre tiene el mérito de presentar a los próceres patrios como personas de carne y hueso –sienten temor, tienen contradicciones, se visten ante los ojos del espectador, están enfermos o putean–. Pero la falta de datos que permitan identificar mejor el contexto histórico y el porqué de las tribulaciones de Castelli, la simplificación de algunas características de los personajes, de ciertos diálogos y situaciones, terminan por definir una película más próxima a lo conocido (esos héroes de manual, tipo Billiken, que se estudian en el colegio) que a lo que cabía esperar.”

Hugo Caligaris en La Nación opinó:

«Muestra lo suyo con dignidad y suple carencias de presupuesto con una soberbia fotografía.»

Ema Suárez en Nuevo Siglo opinó:

«…recrea con mínimos elementos una época y los diferentes interiores en un tiempo y espacio precisos. Tipos humanos, música, pequeños objetos, algunos exteriores y hasta el mismo campamento de Cabeza de Tigre dan el marco justo para el desarrollo de la historia.»

Manrupe y Portela escriben:

«…lo que a esta altura se supone debe ser una revisión desacartonada no evita que esta opera prima…caiga en muchas de las mismas convenciones de las que se acusa al género que parecía perdido y algunas actuaciones naturalistas.»